# Безенчук
Безенчук (рос. Безенчук) — смт в Безенчуцькому районі Самарської області Російської Федерації.
Населення становить 20 516 осіб. Входить до складу муніципального утворення міське поселення Безенчук.

## Історія
Населений пункт розташований у межах українського етнічного та культурного краю Жовтий Клин.
Від 2005 року входило до складу муніципального утворення міське поселення Безенчук.

## Населення
| 1959    | 1970    | 1979    | 1989    | 2002    | 2010    | 2012    |
| ------- | ------- | ------- | ------- | ------- | ------- | ------- |
| 10 376  | ↗12 605 | ↗17 670 | ↗23 650 | ↗23 921 | ↘22 952 | ↘22 742 |
| 2013    | 2014    | 2015    | 2016    | 2017    | 2018    | 2019    |
| ↘22 583 | ↘22 507 | ↘22 499 | ↗22 526 | ↗22 618 | ↘22 387 | ↘22 039 |
| 2020    | 2021    |         |         |         |         |         |
| ↘21 839 | ↘20 516 |         |         |         |         |         |